# 양덕수
양덕수(梁德壽)는 조선 중기(선조 ~ 광해군)의 음악 이론가이다. 임진왜란으로 남원에 내려가 살다가 임실현감 김두남(金斗南)과 사귀게 되었다. 그의 권고를 듣고 1610년(광해군 2년) 거문고의 도를 끊기지 않게 하기 위하여 〈만대엽(慢大葉)〉, 〈중대엽(中大葉)〉, 〈감군은(感君恩)〉 등 옛 음악을 엮어 〈양금신보(梁琴新譜)〉 악보를 만들었다.